# Evarcha
Evarcha (лат.) — род семейства пауков-скакунов (Salticidae).

## Распространение
Виды этого рода встречается в Африке, Азии, Европе, Океании и Северной Америке.

## Виды
- Evarcha acuta (Wesolowska, 2006) — Намибия
- Evarcha albaria (L. Koch, 1878) — Россия, Китай, Корея, Япония
- Evarcha amabilis (C. L. Koch, 1846) — США
- Evarcha aposto (Wesolowska & Tomasiewicz, 2008) — Эфиопия
- Evarcha arabica (Wesolowska & van Harten, 2007) — Йемен
- Evarcha arcuata (Clerck, 1757) — Палеарктика
- Evarcha armeniaca (Logunov, 1999) — Армения, Азербайджан
- Evarcha awashi (Wesolowska & Tomasiewicz, 2008) — Эфиопия
- Evarcha bakorensis (Rollard & Wesolowska, 2002) — Гвинея
- Evarcha bicoronata (Simon, 1901) — Гонконг
- Evarcha bicuspidata (Peng & Li, 2003) — Вьетнам
- Evarcha bihastata (Wesolowska & Russell-Smith, 2000) — Танзания
- Evarcha bulbosa (Zabka, 1985) — Китай, Вьетнам
- Evarcha cancellata (Simon, 1902) — Шри-Ланка, Ява
- Evarcha certa (Rollard & Wesolowska, 2002) — Гвинея
- Evarcha chappuisi (Lessert, 1925) — Восточная Африка
- Evarcha chubbi (Lessert, 1925) — Восточная Африка
- Evarcha coreana (Seo, 1988) — Китай, Корея
- Evarcha crinita (Logunov & Zamanpoore, 2005) — Афганистан
- Evarcha culicivora (Wesolowska & Jackson, 2003) — Кения
- Evarcha darinurica (Logunov, 2001) — Афганистан
- Evarcha digitata (Peng & Li, 2002) — Китай
- Evarcha dubia (Kulczynski, 1901) — Эфиопия
- Evarcha elegans (Wesolowska & Russell-Smith, 2000) — Танзания
- Evarcha eriki (Wunderlich, 1987) — Канарские острова
- Evarcha falcata (Clerck, 1757) — Палеарктика
  - Evarcha falcata nigrofusca (Strand, 1900) — Норвегия
  - Evarcha falcata xinglongensis (Yang & Tang, 1996) — Китай
- Evarcha fasciata (Seo, 1992) — Китай, Корея, Япония
- Evarcha flavocincta (C. L. Koch, 1846)
- Evarcha gausapata (Thorell, 1890) — Суматра, Япония
- Evarcha hirticeps (Song & Chai, 1992) — Китай
- Evarcha hoyi (Peckham & Peckham, 1883) — США, Канада
- Evarcha hunanensis (Peng, Xie & Kim, 1993) — Китай
- Evarcha hyllinella (Strand, 1913) — Ломбок
- Evarcha ignea (Wesolowska & Cumming, 2008) — Зимбабве
- Evarcha improcera (Wesolowska & van Harten, 2007) — Йемен
- Evarcha infrastriata (Keyserling, 1881) — Квинсленд
- Evarcha jucunda (Lucas, 1846) — Средиземное море
- Evarcha kirghisica (Rakov, 1997) — Киргизия
- Evarcha laetabunda (C. L. Koch, 1846) — Палеарктика
- Evarcha maculata (Rollard & Wesolowska, 2002) — Гвинея
- Evarcha madagascariensis (Prószynski, 1992) — Мадагаскар
- Evarcha michailovi (Logunov, 1992) — Франция, Россия, Центральная Азия, Китай
- Evarcha mongolica (Danilov & Logunov, 1994) — Россия, Китай
- Evarcha mustela (Simon, 1902) — Восточная и Южная Африка
- Evarcha natalica (Simon, 1902) — Южная Африка
- Evarcha negevensis (Prószynski, 2000) — Израиль
- Evarcha nenilini (Rakov, 1997) — Центральная Азия
- Evarcha nepos (O. P-Cambridge, 1872) — Израиль
- Evarcha nigricans (Dalmas, 1920) — Танзания
- Evarcha obscura (Caporiacco, 1947) — Восточная Африка
- Evarcha optabilis (Fox, 1937) — Китай
- Evarcha orientalis (Song & Chai, 1992) — Китай
- Evarcha paralbaria (Song & Chai, 1992) — Китай
- Evarcha patagiata (O. P.-Cambridge, 1872) — Сирия
- Evarcha petrae (Prószynski, 1992) — Таиланд
- Evarcha picta (Wesolowska & van Harten, 2007) — Йемен
- Evarcha pileckii (Prószynski, 2000) — Израиль
- Evarcha pinguis (Wesolowska & Tomasiewicz, 2008) — Эфиопия
- Evarcha pococki (Zabka, 1985)
- Evarcha praeclara (Prószynski & Wesolowska, 2003) — Судан, Израиль, Йемен
- Evarcha prosimilis (Wesolowska & Cumming, 2008) — Танзания, Зимбабве
- Evarcha proszynskii (Marusik & Logunov, 1998)
- Evarcha pseudopococki (Peng, Xie & Kim, 1993) — Китай
- Evarcha pulchella (Thorell, 1895) — Мьянма
- Evarcha reiskindi (Berry, Beatty & Prószynski, 1996) — Каролинские острова
- Evarcha rotundibulbis (Wesolowska & Tomasiewicz, 2008) — Эфиопия
- Evarcha russellsmithi (Wesolowska & Tomasiewicz, 2008) — Эфиопия
- Evarcha seyun (Wesolowska & van Harten, 2007) — Йемен
- Evarcha sichuanensis (Peng, Xie & Kim, 1993) — Китай
- Evarcha similis (Caporiacco, 1941) — Эфиопия
- Evarcha squamulata (Simon, 1902) — Сьерра-Леоне
- Evarcha syriaca (Kulczynski, 1911) — Сирия, Израиль
- Evarcha vitosa (Próchniewicz, 1989) — Центральная и Восточная Африка
- Evarcha wenxianensis (Tang & Yang, 1995) — Китай
- Evarcha wulingensis (Peng, Xie & Kim, 1993) — Китай
- Evarcha zimbabwensis (Wesolowska & Cumming, 2008) — Зимбабве